# 가미신조역
가미신조역(일본어: 上新庄駅, かみしんじょうえき)은 일본 오사카부 오사카시 히가시요도가와구에 있는 한큐 전철 교토 본선의 역이다. 역 번호는 HK-64이다.

## 역사
- 1928년 1월 16일: 신케이한 철도 아와지 ~ 다카쓰키초 역(현, 다카쓰키시 역)간 연장 개통과 동시에 영업 개시.
- 1930년 9월 15일: 회사 합병으로 게이한 전기철도 신케이한 선의 역이 됨.
- 1943년 10월 1일: 회사 합병으로 게이한신 급행 전철(현, 한큐 전철)의 역이 됨.
- 1949년 12월 1일: 신케이한 선이 교토 본선으로 노선명이 변경되어 본 역도 교토 본선의 역이 됨.
- 1975년: 고가화.
- 2007년 3월 17일: 다이아 개정으로 신설된 준급 정차역이 됨. 이에 맞추어 각 승강장에 LED식 발차 안내기를 설치(하행 승강장은 반전식에서 갱신), 엘리베이터 앞의 접근 안내기도 행등식에서 LED식으로 갱신함.
- 2010년 3월 14일: 다이아 개정으로 신설된 쾌속 정차역이 됨.

## 역 구조
상대식 승강장 2면 2선의 고가역이다. 분기기, 절대 신호가 없어 정류소로 분류된다.
개찰구는 북문과 남문의 2개소가 있지만 국도 제479호선(내환상선)의 사이로 크게 벗어나지 않는 곳에 위치한다. 남쪽 출입구에 "가미신조 한큐 빌딩"이라는 역 빌딩을 병설하고 있다.
배리어 프리의 일환으로 북문에는 개찰구와 각 승강장을 연결하는 엘리베이터가 있고, 남문에는 에스컬레이터가 설치되어 있지만, 에스컬레이터는 하행 승강장(아와지・우메다・덴가차야 방면) 쪽에만 설치되어 있다.
개업 당초에는 지상역이었으나 1975년 교토 (가와라마치) 방향에 플랫폼을 이동하여 고가화되었다. 이는 국도 제479호선(당시, "오사카 시도 신조야마토가와 선")과의 교점에 있던 시마가시라 건널목이 당시 한큐 선내에서 가장 자동차 교통량이 많은 건널목이었기 때문에 고가화에 의한 정체의 발생 방지에 크게 기여했다.

### 승강장
| 번호 | 노선        | 방향 | 행선                                                       |
| ---- | ----------- | ---- | ---------------------------------------------------------- |
| 1    | ■ 교토 본선 | 상행 | 교토・가라스마・가쓰라・다카쓰키시・아라시야마 방면        |
| 2    | ■ 교토 본선 | 하행 | 오사카 (우메다)・덴가차야・기타센리・고베・다카라즈카 방면 |

※ 오랫동안 승강장 번호가 설정되지 않았지만 2007년 3월 17일의 다이아 개정에 따라 부여되었다.

## 역 주변
북쪽 출입구 주변은 한적한 주택가와 접하고 있지만 남쪽 출입구의 남동쪽은 스크램블 교차점을 가진 소규모 번화가가 있어 다양한 음식점 등이 집적되어 있다.
선로는 역 남쪽으로 완만한 커브를 그리면서 그 바로 위를 도카이도 신칸센의 고가가 다니고 있다.
- 히가시요도가와 구청
- 히가시요도가와 경찰서
- 히가시요도가와 우체국
- 히가시요도가와 가미신조 우체국
- 간사이 대학 호쿠요 중・고등학교(구, 호쿠요 고등학교)
- 오사카 시립 신조 초등학교
- 기타오사카 조선 초중급학교
- 오사카 경제 대학(오스미 캠퍼스)
- 리소나 은행 가미신조 지점
- 간사이 슈퍼 즈이코점
- 코나미 스포츠 클럽 가미신조
- 즈이코지
- 오사카 시영 지하철 이마자토스지 선 즈이코 4초메 역 - 도보 15분 거리, 오사카 경제 대학의 근처에 있다. 계획 단계에서는 가미신조를 기점으로 했었다.
- 국도 제479호선 (내환상선)

## 사진

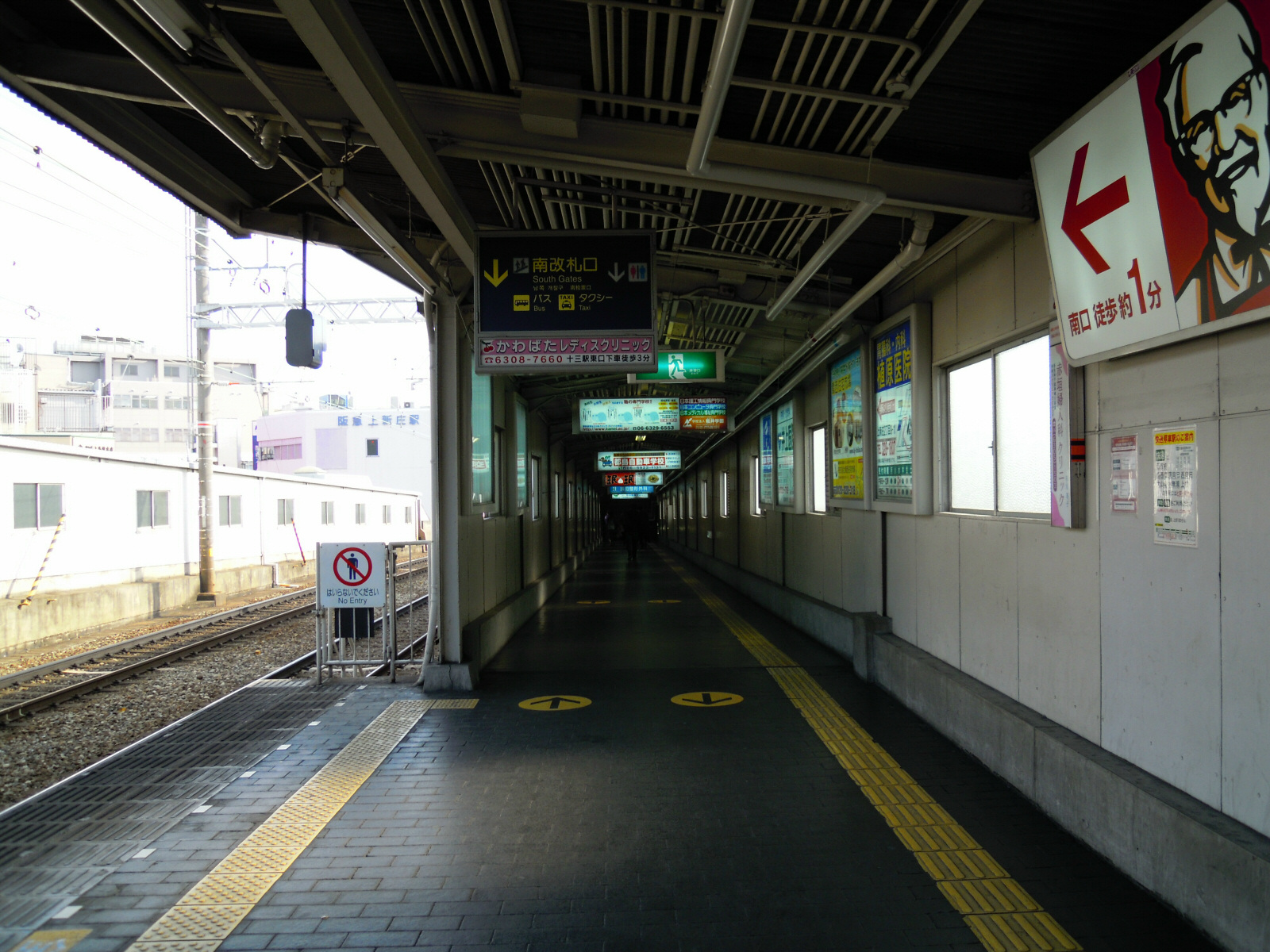
연결 통로
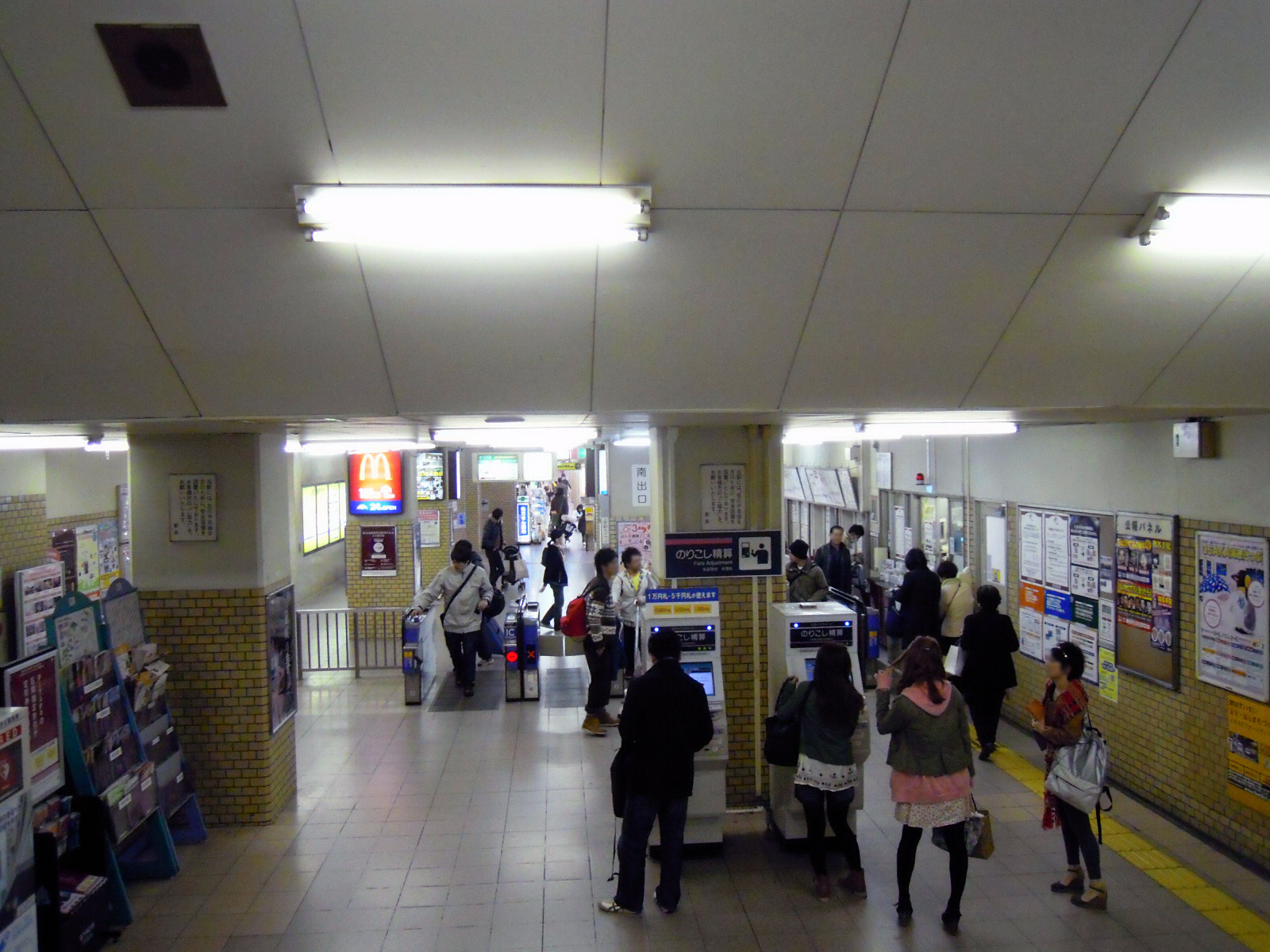
개찰구
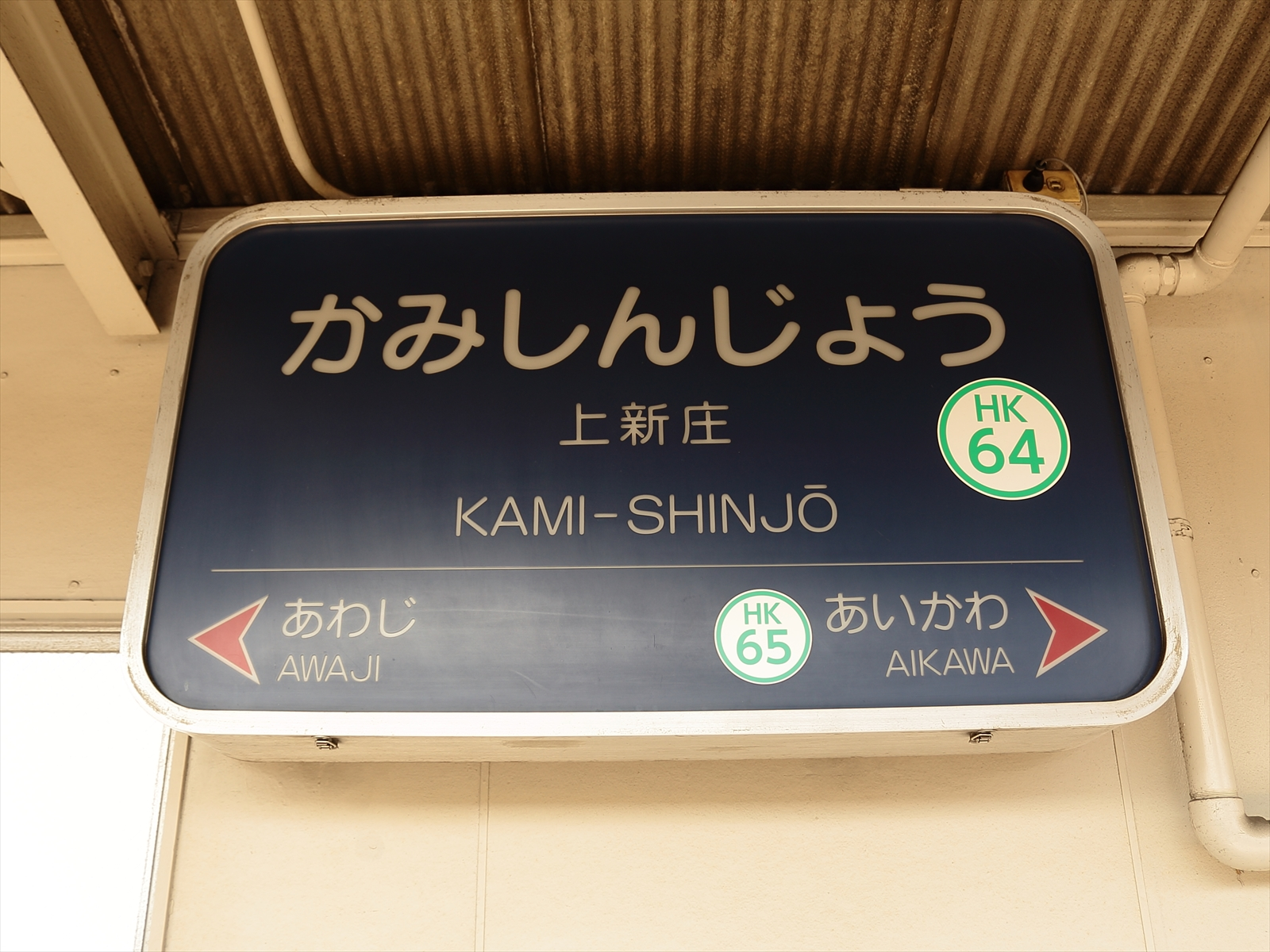
역명판

## 인접역
| 한큐 전철 ■ 교토 본선    | 한큐 전철 ■ 교토 본선 | 한큐 전철 ■ 교토 본선                |
| ------------------------ | --------------------- | ------------------------------------ |
| HK-63 아와지 우메다 방면 | ■ 쾌속 ■ 준급         | 미나미이바라키 HK-68 가와라마치 방면 |
| 한큐 전철 ■ 교토 본선    |                       |                                      |
| HK-63 아와지 우메다 방면 | ■ 보통                | 아이카와 HK-65 가와라마치 방면       |